# Kraig Adler
Kraig Kerr Adler (* 6. Dezember 1940 in Lima, Ohio) ist ein US-amerikanischer Herpetologe und Hochschullehrer.

## Leben
Adler ist der Sohn von William Charles und Jennie Belle Adler, geborene Noonan. 1962 erlangte er den Bachelor of Science an der Ohio Wesleyan University und 1965 den Master of Science an der University of Michigan. 1967 heiratete er Dolores Rose Pochocki, mit der er einen Sohn hat. 1968 wurde er mit der Dissertation Environmental control of locomotor activity in a salamander (Plethodon glutinosus) unter der Leitung vom Charles F. Walker an der University of Michigan zum Ph.D. promoviert.
Von 1968 bis 1972 war er Assistenzprofessor für Biologie an der University of Notre Dame in Indiana und von 1972 bis 1980 war er Außerordentlicher Professor für Biologie an der Cornell University, Ithaca, New York. Seit 1980 ist Professor an der Cornell University.
Von 1976 bis 1979, von 1991 bis 1994 sowie von 2008 bis 2012 war er Vorsitzender der Abteilung Neurobiologie und Verhalten an der Cornell University. Von 1998 bis 2005 war er der erste Vize-Verwaltungsdirektor der Abteilung Biowissenschaften an der Cornell University.
Adler war an verschiedenen Museen und Universitäten als Lecturer tätig, darunter 1977 am Milwaukee Public Museum, 1980 an der Miami University, Oxford, Ohio, 1982 an der Rutgers University in New Jersey und 1999 an der University of Michigan.
1958 gründete er mit dem befreundeten Herpetologen David M. Dennis die Ohio Herpetological Society, aus der 1967 die Society for the Study of Amphibians and Reptiles (SSAR) hervorging. Heute gilt diese Gesellschaft als weltweit größte Herpetologen-Organisation mit Mitgliedern in über 60 Ländern. 1982, beim 25. Treffen der SSAR, wurde der World Congress of Herpetology (WCH) gegründet und Adler zu dessen ersten Generalsekretär gewählt, ein Amt, das er bis 1989 innehatte.
Adler hat über 150 Fachartikel und zahlreiche Bücher veröffentlicht, darunter die Encyclopedia of Reptiles and Amphibians in Zusammenarbeit mit Tim Halliday, und das Werk Herpetology of China, das er zusammen mit Zhao Er-mi verfasst hat. In seinen Veröffentlichungen beschrieb Adler als erster wichtige Prinzipien des Verhaltens von Amphibien, wie die Wahrnehmung von magnetischem, extraokularem und polarisiertem Licht für die Navigation sowie die Verwandtenerkennung bei Kaulquappen. Er publizierte auch ausführlich über Zooarchäologie, insbesondere im Hinblick auf Schildkröten, sowie über die Systematik der Amphibien.
Adler hat auch eine vergleichende Studie zur elektrischen Orientierung bei Salamandern initiiert. Zusätzlich zu diesen Studien über das Verhalten war er auch an Studien über die Evolution und Systematik von Amphibien und Reptilien beteiligt, die sich zumeist auf die Herpetofaunen Chinas und Mittelamerikas konzentrieren.
Er war Herausgeber der dreibändigen Reihe  Contributions to the History of Herpetology (1989, 2007 und 2012), eine Enzyklopädie über alle bekannten verstorbenen Herpetologen und einem Index mit Einträgen vieler lebender Herpetologen mit Geburtsdatum und Herkunftsland. Als Herausgeber der SSAR-Buchreihe Contributions to Herpetology war er für die Veröffentlichung der letzten vier Bände der Reihe Biology of the Reptilia von Carl Gans verantwortlich.
Adler beschrieb zahlreiche Froschlurch-, Molch- und Salamanderarten aus den Gattungen Liurana, Limnonectes, Nanorana, Quasipaa, Ingerana, Charadrahyla, Sarcohyla, Leptobrachella, Leptobrachium, Amolops, Odorrana, Rana, Theloderma, Hynobius, Pseudoeurycea, Plethodon und Tylotriton.
Neben seiner Mitgliedschaft in der SSAR, wo er 1982 Präsident war, ist Adler Mitglied in der American Association for the Advancement of Science, in der American Society of Ichthyologists and Herpetologists, in der Society for the Study of Evolution, in der Animal Behavior Society und bei Sigma Xi.

## Dedikationsnamen und Ehrungen
Nach Kraig Adler sind die Arten Cyrtodactylus adleri Das, 1997, Gekko adleri Nguyen, Wang, Yang, Lehmann, Le, Ziegler & Bonkowski, 2013, Myriopholis adleri (Hahn & Wallach, 1998), Rhabdophis adleri Zhao, 1997 und Sceloporus adleri Smith & Savitzky, 1974 benannt.
2018 wurde Adler mit der Founder’s Medal der Society for the History of Natural History ausgezeichnet.